# Politikåret 2011
Politikåret 2011 präglades bland de internationellt mest uppmärksammade händelserna framför allt av den så kallade Arabiska våren.

## Händelser
- 1 januari
  - Ungern övertar ordförandeskapet i Europeiska unionens råd efter Belgien.
  - Sverige skrotar filmcensuren [1].
- 2 januari – Spanien förbjuder rökning på offentliga platser.[2]
- 14 januari – Tunisiens president Zine El Abidine Ben Ali flyr landet efter våldsamma protester som riktats mot hans styre.
- 25 januari – Stora protester inleds i Egypten mot president Hosni Mubarak och hans regim.
- 17 februari – Omfattande protester inleds i Libyen mot Muammar al-Gaddafi, landets diktator sedan 1969.
- 9 juli – Sydsudan förklaras som självständig stat.[3]
- 11 november – Greklands premiärminister Giorgos Papandreou avgår efter en period med tilltagande politisk kris i landet, till följd av Greklands ekonomiska kris. Han efterträds av Lucas Papademos.
- 12 november – Italiens premiärminister Silvio Berlusconi avgår.
- 16 november – Mario Monti tillträder som Italiens premiärminister.
- 23 november – Jemens president Ali Abdullah Saleh avgår till följd av upproren mot hans regim.

## Val och folkomröstningar
- 9–15 januari – Sydsudan säger i en folkomröstning ja till självständighet.[4]
- 5 april – Michel Martelly vinner presidentvalet i Haiti.[5]
- 17 april – Finland går till riksdagsval.[5]
- 15 september – Danmark går till folketingsval.[6]
- 16 oktober – Åland går till lagtingsval.[7]
- 29 oktober – Färöarna går till lagtingsval.[7]
- 4 december – Ryssland går till parlamentsval.[8]

## Organisationshändelser
- 1 januari – Rickard Falkvinge avgår som partiledare för svenska Piratpartiet och efterträds av Anna Troberg.
- 25 mars – Vid en extrainsatt partikongress väljer de svenska Socialdemokraterna Håkan Juholt till ny partiledare efter Mona Sahlin.
- 21 maj – Åsa Romson och Gustav Fridolin väljs till nya språkrör för Miljöpartiet de gröna.
- 23 september – Annie Lööf blir ny partiledare för Centerpartiet efter Maud Olofsson.

## Avlidna
- 2 januari
  - Kate Ebli, 52, amerikansk politiker.[9]
  - John Osborne, 74, montserratisk politiker.[10]
  - William R. Ratchford, 76, amerikansk politiker, av Parkinsons sjukdom.[11]
  - Eliseu Resende, 81, brasiliansk senator.[12]
  - Szeto Wah, 79, hongkongkinesisk politiker och demokratiaktivist.[13]
- 9 maj – Lidia Gueiler Tejada, Bolivias president 1979–1980.
- 29 maj
  - Sergej Bagapsj, Abchaziens president 2005–2011.
  - Ferenc Mádl, Ungerns president 2000–2005.
- 18 juni – Frederick Chiluba, Zambias president 1991–2002.
- 17 juli – Juan María Bordaberry, Uruguays president 1972–1976.
- 2 juli – Itamar Franco, Brasiliens president 1992–1995.
- 20 september – Burhanuddin Rabbani, Afghanistans president 1992–1996 och 13 november–22 december 2001.
- 22 september – Aristides Pereira, Kap Verdes president 1975–1991.
- 7 oktober – Ramiz Alia, Albaniens president 1991–1992.
- 20 oktober – Muammar al-Gaddafi, Libyens ledare 1969–2011.
- 17 december – Kim Jong Il, Nordkoreas ledare 1994–2011.
- 18 december – Václav Havel, Tjeckoslovakiens president 1989–1992 och Tjeckiens president 1993–2003.

### Fotnoter
1. ↑  Filmcensuren avskaffas Arkiverad 25 oktober 2011 hämtat från the Wayback Machine. Sydsvenskan, 3 december 2010
2. ↑  ”www.sr.se”. Sveriges Radio. http://sverigesradio.se/sida/artikel.aspx?programid=83&artikel=4270237. Läst 2 januari 2011.
3. ↑  ”South Sudan” (på engelska). World Statesmen. http://worldstatesmen.org/South_Sudan.html. Läst 9 november 2012.
4. ↑  ”January 2011” (på engelska). Rulers. http://www.rulers.org/2011-01.html. Läst 9 november 2012.
5. 1 2  ”April 2011” (på engelska). Rulers. http://www.rulers.org/2011-04.html. Läst 9 november 2012.
6. ↑  ”September 2011” (på engelska). Rulers. http://www.rulers.org/2011-09.html. Läst 9 november 2012.
7. 1 2  ”October 2011” (på engelska). Rulers. http://www.rulers.org/2011-10.html. Läst 9 november 2012.
8. ↑  ”December 2011” (på engelska). Rulers. http://www.rulers.org/2011-12.html. Läst 9 november 2012.
9. ↑  Democratic legislator from Monro was very dedicated
10. ↑  Former US Rep William Ratchford dies från News Times.
11. ↑   Arkiverad 5 januari 2011 hämtat från the Wayback Machine. (portugisiska)
12. ↑  ”Arkiverade kopian”. Arkiverad från originalet den 31 januari 2011. https://web.archive.org/web/20110131191643/http://www.rthk.org.hk/rthk/news/englishnews/20110102/news_20110102_56_723894.htm. Läst 7 februari 2011.